# Sente (monnaie)
Pour les articles homonymes, voir Sente.
Pour les articles homonymes, voir Pierre Loti.
Un sente  (pluriel lisente) est la centième partie du loti, la devise officielle du Lesotho. En effet, le loti, au pluriel maloti, est la devise officielle du Lesotho depuis 1980, il est divisé en 100 lisente. 